# Modernismo teologico
Il modernismo teologico fu un'ampia e variegata corrente di pensiero interna al cattolicesimo, sviluppatasi tra la fine dell'Ottocento e l'inizio del Novecento volta a ripensare il messaggio cristiano alla luce delle istanze della società contemporanea. Fra i temi del modernismo cattolico vi furono la comprensione e l'esposizione dei contenuti della fede, l'esegesi biblica, la filosofia cristiana, gli studi di storia del cristianesimo e della Chiesa, l'esperienza religiosa. In sostanza, il modernismo proponeva una lettura razionalista della Bibbia e della religione cattolica. La Chiesa lo ha condannato come eresia.

## La crisi modernista

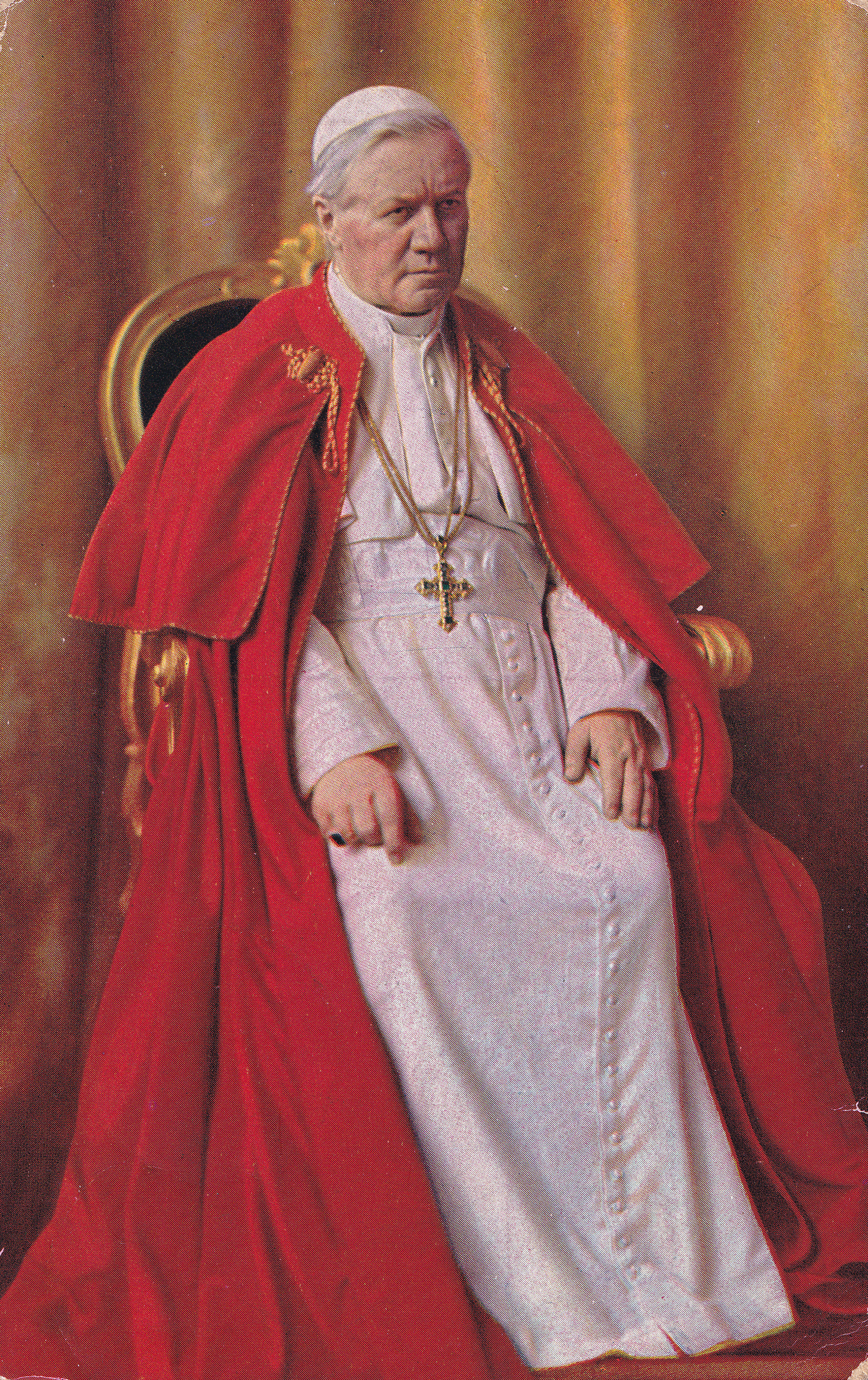
Papa Pio X

La crisi modernista rappresentò la fase più acuta del confronto del cristianesimo con il moderno, inteso soprattutto come istanza di autonoma determinazione dell'uomo nella vita individuale e collettiva, come emancipazione da ogni prospettiva e sistema di valori compiuto e di carattere assolutistico, e come affermazione delle scienze legate alle metodologie sperimentali e al vaglio della critica.
Il modernismo teologico subì, agli inizi del XX secolo, una serie di censure da parte delle gerarchie ecclesiastiche.
A una prima condanna di sessantacinque affermazioni tratte da pubblicazioni di autori ritenuti modernisti, emanata dal Sant'Uffizio con il decreto Lamentabili Sane Exitu (3 luglio 1907), approvato da papa Pio X, fece seguito la condanna del modernismo come eresia o meglio "sintesi di tutte le eresie" da parte di Pio X, con l'enciclica Pascendi Dominici gregis (8 settembre 1907). In tale documento il papa offrì una sistematica e articolata descrizione del modernismo, quale non si ritrovava in alcuno degli scritti dei protagonisti del riformismo religioso cattolico. Dopo la condanna del modernismo fu avviata una sistematica repressione dei suoi esponenti, anche attraverso l'organizzazione del Sodalitium Pianum di monsignor Umberto Benigni. Le figure principali furono quindi colpite con la scomunica o sospese a divinis, mentre molti altri preti, religiosi o laici cattolici accusati di modernismo furono sollevati dall'insegnamento nelle università cattoliche e nei seminari, dalle responsabilità pastorali, dagli incarichi organizzativi nelle associazioni ecclesiali.

## Le principali tesi oggetto di condanna
Pio X, tre anni dopo l'enciclica Pascendi Dominici gregis, introdusse un giuramento antimodernista che in sintesi prendeva di mira le tesi secondo cui:
- la Rivelazione non è davvero parola del Padre e neppure di Gesù Cristo, ma un prodotto naturale della nostra sub-coscienza;
- la Fede non è un fatto oggettivo ma dipende dal sentimento di ciascuno;
- i Dogmi sono simboli dell'esperienza interiore di ciascuno; la loro formulazione è frutto di uno sviluppo storico;
- i Sacramenti derivano dal bisogno del cuore umano di dare una forma sensibile alla propria esperienza religiosa, non furono istituiti da Gesù Cristo e servono soltanto a tener vivo negli uomini il pensiero della presenza del Creatore;
- il Magistero della Chiesa non ci comunica affatto la verità proveniente da Dio;
- la Bibbia è una raccolta di episodi mitici e/o simbolici, e comunque non si tratta di un libro divinamente ispirato;
- gli interventi di Dio nella storia (quali miracoli e profezie) non sono altro che racconti trasfigurati di esperienze interiori personali;
- il Cristo della Fede è diverso dal Gesù della storia; la divinità di Cristo non si ricava dai Vangeli canonici;
- il valore espiatorio e redentivo della morte di Cristo è frutto della teologia della croce elaborata dall'apostolo Paolo[3].

## Diffusione e reazione

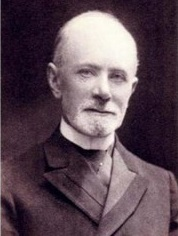
Alfred Loisy, biblista e storico francese

Il modernismo ebbe una diffusione in tutta Europa. Tra i principali esponenti vengono ricordati gli italiani Salvatore Minocchi (1869–1943), Romolo Murri (1870-1944), Ernesto Buonaiuti (1881-1946); l'irlandese George Tyrrell (1861-1909); gli inglesi Maude Petre (1863-1944) e Friedrich von Hügel (1852-1925); i francesi Alfred Loisy (1857- 1940) e Lucien Laberthonnière (1860-1932). Anche il romanziere vicentino Antonio Fogazzaro aderì al modernismo.
La reazione ufficiale della Chiesa contro il modernismo fu particolarmente ferma: grazie all'attività di una rete di informazione ad hoc, il Sodalitium Pianum, numerosi scritti che sostenevano tesi ascrivibili al modernismo furono posti all'indice e con il motu proprio Sacrorum antistitum, emanato nel 1910, fu imposto a tutti i laureandi delle università cattoliche un giuramento antimodernista in cui, tra le altre affermazioni, si confermava che i miracoli erano segni sensibili adatti a tutte le intelligenze e che i dogmi non subivano modifiche a seconda dei tempi. Negli anni sessanta il giuramento antimodernista fu definitivamente abrogato da papa Paolo VI, come aggiornamento del Concilio Vaticano II. Ciò nonostante, lo stesso Paolo VI ribadì la condanna di inizio secolo del modernismo.

### Ilmodernismomilanese
Soprattutto gli ambienti intellettuali cattolici milanesi, che si erano espressi nella rivista Rinnovamento, furono accusati di modernismo. Gli stessi ambienti erano favorevoli al superamento politico della Non expedit e a una conciliazione tra istanze cattoliche e lo stato liberale, posizioni condannate da anni dalla Mirari vos e dalla Quanta cura e, soprattutto, dal Sillabo. Lo stesso cardinal Ferrari, arcivescovo di Milano dal 1894 al 1921, fu perseguitato dall'accusa di appoggiare il modernismo.
La successiva separazione tra istanze in campo teologico e quelle in campo politico, permise quel clima che rese possibile il successivo Patto Gentiloni che portò all'avvicinamento tra cattolici e posizioni liberali. Nello stesso tempo rimasero emarginate le posizioni del cattolicesimo sociale che erano state fatte proprie dall'Opera dei Congressi.

### Il contrasto del modernismo: la costituzione dell'Azione Cattolica

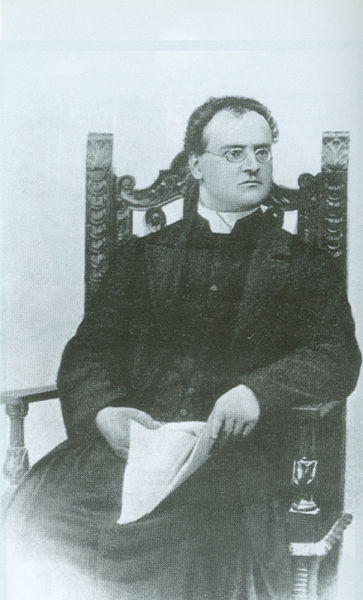
Romolo Murri

La scomunica del modernismo ebbe una significativa premessa a livello delle organizzazioni laicali cattoliche. All'interno di alcune di esse, nel corso degli anni, le tesi teologiche del modernismo avevano coagulato degli orientamenti e si era così formata un'ampia corrente, che aveva finito per assumere un identificabile carattere non solo dottrinale ed ecclesiale, ma anche politico. All'interno di tali organizzazioni laicali del mondo cattolico ne erano perciò derivati endemici contrasti e schieramenti e, in un primo momento, l'azione papale fu volta a sanare tali contrasti. Ben presto fu però chiaro che una soluzione di compromesso non era né possibile né auspicabile.
Tra le organizzazioni cattoliche più permeate dal modernismo vi era in particolare l'Opera dei Congressi. Questa organizzazione era diventata la roccaforte del modernismo ed era contigua alle tesi sostenute dalla Democrazia Cristiana Italiana di Romolo Murri e da altri cattolici intransigenti nell'avversare il Risorgimento, dopo la perdita del potere temporale del papa. Dal punto di vista politico, il gruppo di Murri e questi cattolici intransigenti sostenevano la necessità di preferire l'accordo tattico con i socialisti piuttosto che appoggiare la Monarchia e i liberali.
Un diverso orientamento era espresso da altri, come il conte Vincenzo Ottorino Gentiloni, che fu poi uno dei primi dirigenti dell'Azione Cattolica, presidente dell'Unione cattolica romana e del comitato regionale marchigiano. Costoro si schieravano con la Monarchia e con il Governo per parare la minaccia socialista, marxista e anarchica volta non solo verso i liberali, ma anche verso tutta o buona parte del patrimonio di valori tradizionali del mondo cattolico. Ottorino Gentiloni ebbe dal papa la direzione di un'organizzazione contigua all'Azione Cattolica, l'Unione Elettorale Cattolica Italiana, UECI. Nel panorama politico italiano di allora, a pochi anni di distanza dalla scomunica del modernismo, proprio questa organizzazione ebbe un ruolo di primo piano. Nel 1912, nonostante non fosse ancora stato revocato il non expedit decretato da papa Pio IX (beato), il conte Gentiloni, quale massimo responsabile della UECI, concluse con Giovanni Giolitti il Patto Gentiloni. Con esso venivano perciò a saldarsi il filone risorgimentale più istituzionale e il filone cattolico largamente maggioritario nel paese sulla base di un orientamento cattolico, monarchico e tradizionalista. Nello stesso anno (1912) e in seguito a tale patto il conte Gentiloni fu, insieme a Giolitti, il fondatore del Partito liberale del periodo pre-fascista, partito precursore del PLI. Nelle Elezioni politiche italiane del 1913 (le prime della storia italiana a suffragio universale maschile), il Partito Liberale ottenne uno schiacciante successo. Favorendo l'elezione di quei candidati che si fossero impegnati a rispettare gli accordi del cosiddetto Patto Gentiloni, il conte Ottorino Gentiloni (che rimase uno dei massimi dirigenti dell'Azione Cattolica) ribaltò di colpo la sudditanza politica del cattolicesimo in Italia prodottasi dopo l'unificazione nazionale.
Nel dopoguerra si sono espressi contro il Modernismo i seguenti documenti: Humani generis (1950), Veritatis splendor (1993), Ordinatio sacerdotalis (1994), i motu proprio Ad tuendam fidem (1998) e Summorum Pontificum  (2007).